# Donja Rajna (nizozemska regija)
Nederrijn ("Donja Rajna"), naziv je nizozemskog dijela Rajne od ušća u gradu Angeren od prekinutog zavoja Oude Rijn i pannerdenskog kanala (Pannerdens Kanaal, koji je bio iskopan radi stvaranja nove veze između grana Waal i Nederrijn). Grad Arnhem leži na desnoj (sjevernoj) strani rijeke Nederrijn, neposredno iza mjesta gdje se IJssel grana. Nederrijn teče u grad Wijk bij Duurstede, odakle se nastavlja kao Lek. Jednom važna, ali sada mala, Kromme Rijn grana (u rimsko doba dio Limes Germanicus i granična rijeka Rimskog Carstva) nosi naziv "Rajna" prema gradu Utrechtu.
Kako bi se regulirala distribucija odvodnje između različitih grana Rajne, izgrađeno je više brana. Ako su brane zatvorene, u Nederrijnu je malo strujanja, a rijeka IJssel odvodi većinu vode.
Mostovi preko Nederrijn su u Arnhemu (jedan željeznički i tri cestovna mosta), u Heterenu (A50) i Rhenenu. Trajekti se nalaze u blizini Doorwertha, Wageningena, Opheusdena, Elsta i Amerongena.